# Obléhání Brna (1742)
Obléhání Brna roku 1742 spočívalo v obležení, či přesněji k vojenské blokádě, města Brna hájeného rakouským vojskem polního maršála Jana Kryštofa Seherr-Thosse před prusko-saskou armádou pod velením krále Fridricha II. během jeho tažení na Moravu ve dnech 9. února až 7. dubna 1742 v rámci válek o rakouské dědictví. Okupační armáda se během obklíčení města nepokusila o otevřeně vojenskou akci a po necelých dvou měsících blokádu ukončila. 

## Předcházející události
Krátce po nástupu na trůn roku 1740 musela rakouská arcivévodkyně Marie Terezie čelit alianci států, které usilovaly o co největší oslabení Rakouska. Habsburské armády sváděly boje o rakouské Nizozemí s Francouzi a o své italské državy se Španěly. Ze západu monarchii napadli Bavoři a Sasové, podporovaní silným francouzským kontingentem, a ze severu úhlavní nepřítel, vojensky silné Prusko v čele s králem Fridrichem II., nepřímo podporované Švédskem. Z původně lokální války o Slezsko, nazývané též první slezská válka mezi Pruskem a Rakouskem, vzešel celoevropský zápas, pojmenovaný jako války o rakouské dědictví.[zdroj?]
Bavorsko a Sasko zpochybnilo nástupnictví Marie Terezie a v zápase o panovnický titul podpořilo Karla Albrechta Bavorského, který na podzim 1741 odcestoval spolu s vojskem ku Praze, kde se hodlal nechat korunovat českým králem. Sem jednotky Bavorů, Francouzů a Sasů dosáhly v říjnu a po dobytí města 26. listopadu zahájili okupaci trvající až do roku 1742. Hlavní vojenské síly říše pod velením panovničina švagra Karla Alexandra Lotrinského byly přitom zaměstnány boji z Prusy ve Slezsku. Na přelomu roku 1741 a 1742 pak pruská armáda podpořená saskými sbory zahájila tažení na Moravu.[zdroj?]

## Obléhání
Fridrichova armáda dorazila k Brnu začátkem února 1742 a devátého dne toho měsíce zahájila vojenskou blokádu Brna a městské pevnosti Špilberk, která však nebyla doprovázena vojenskými akcemi či dělostřeleckým odstřelováním. Město bylo nicméně odříznuto od příjezdových cest a veškerého zásobování. Zdejší vojenské posádce o síle 4000 mužů velel polní maršál Jan Kryštof Seherr-Thoss, vojenský velitel Moravy, ta byla navíc podpořena asi 600 brněnskými dobrovolníky z řad měšťanů.
Prusko-saské vojsko se rozhodlo přímé akce proti dobře opevněnému a početně obsazenému městu nepodnikat, ba dokonce nebylo schopno důsledně udržet rakouské výpadové jednotky (především husarské skvadrony) za branami Brna. Ty tak dokázaly vyrážet např. na Blanensko a úspěšně napadat pruské a saské kolony a zásobovací sklady, jako třeba vítězná rakouská srážka jednotek rytmistra Ference Imeryho se saskými husary nedaleko obce Lažany.[zdroj?]
Dne 26. března 1742 došlo ve špilberské pevnosti k nehodě při manipulaci se sudy se střelným prachem a dělostřeleckým střelivem, která měla za následek výbuch a následný požár, poškození části pevnosti a úmrtí 29 lidí. Jednalo se možná pro hájitele o nejkritičtější moment celé blokády, ani tuto událost ale obléhatelé nevyužili k útoku.[zdroj?]
Blokáda byla ukončena 7. dubna 1742, především vinou postupu armády Karla Lotrinského ze Slezska na jaře toho roku, které se prusko-saská armáda vydala vstříc.[zdroj?]

## Důsledky
Boje se následně přenesly do východních a středních Čech a skončily pro Rakousko porážkou 17. května 1742 v bitvě u Chotusic nedaleko Kutné Hory. Oslabená pruská armáda se pak vydala nazpět do Slezska, které bylo posléze podstoupeno Prusku na základě Vratislavského míru, Karel Lotrinský se po bitvě pak urychleně vydal s vojskem do jižních Čech, aby zasáhl proti dalším nepřátelským vojskům na území říše a podpořil sbory Jana Jiřího Kristiána z Lobkowicz, které se zde střetávaly s oddíly francouzské armády maršála Charlese Louise Augusta Fouquet de Belle-Isle a maršála Victora Françoise de Broglie, mj. v bitvě u Zahájí.
Výbuch ve skladech prachu na Špilberku přispěl k rozhodnutí o vybudování kasemat pro bezpečnější skladování střeliva v této pevnosti. Ty pak za vlády Josefa II. začaly být využívány jako žalář pro doživotně odsouzené.